# Elias Ahlefeldt-Laurvig
Elias Carl Frederik greve Ahlefeldt-Laurvig (9. august 1816 på Frederiksberg – 18. april 1864 ved Dybbøl) var en dansk officer, far til Theodor Ahlefeldt-Laurvig.
Han var søn af kammerherre, oberst Carl Christian Ahlefeldt-Laurvig (1770-1851, gift 2. gang 1819 med Ursula Cathrine Böckmann, 1790-1885) og Juliane Caroline Mattstedt (1787-1860, gift 2. gang 1820 med premierløjtnant, krigsassessor Jacob Elias Hoffmann, 1771-1845).
Han indtrådte 1831 i Hæren som volontør, blev landkadet 1836 og i 1839 sekondløjtnant i Prins Christian Frederiks Regiment. I 1847 blev han premierløjtnant og deltog ved 16. bataljon med hæder i Treårskrigen. 1850 udnævntes han til karakteriseret kaptajn og Ridder af Dannebrog, blev 1852 virkelige kaptajn og gjorde tjeneste ved 14., 17. og 11. bataljon. I 1864 rykkede han i felten som kompagnichef ved 11. Regiment og udmærkede sig under kampen ved Selk 3. februar (se Vort Forsvar, nr. 142 A). Derefter deltog han i kampen ved Sankelmark 6. februar og blev i marts bataljonschef ved 9. regiment. Som sådan deltog han under oberst Paul Scharffenberg i 8. brigades berømte angreb på Dybbøl 18. april, således at han fremhævedes i rapporten, men fandt tillige heltedøden. Ved 9. og 20. regiments berømte modangreb førte Ahlefeldt-Laurvig sin bataljon "i Kugleregnen med en Ro og Orden, som var det paa en Exercerplads".
Ahlefeldt-Laurvig blev gift 15. oktober 1860 i Garnisons Kirke med Jacobine Dorothea Petersen (af familien Dufour) (2. februar 1820 i København – 1. juni 1908 sammesteds), datter af væversvend Jacob Petersen eller Jochumsen (1773-1820) og Anna Lucie Jensen (senere gift Lund). Inden ægteskabet havde de dog fået sønnen Theodor Ahlefeldt-Laurvig.
Han er begravet på Garnisons Kirkegård.
Han er gengivet i xylografier fra 1864 (Illustreret Tidende, nr. 261, 25. november 1864) og 1889. Fotografi af Thorvald Hammerom. Mindesmærke ved Dybbøl.